# Nebridia
Nebridia is een geslacht van spinnen uit de familie springspinnen (Salticidae).

## Soorten
De volgende soorten zijn bij het geslacht ingedeeld:
- Nebridia manni Bryant, 1943
- Nebridia mendica Bryant, 1943
- Nebridia parva Mello-Leitão, 1945
- Nebridia semicana Simon, 1902